# Antímac de Claros
Antímac de Claros (grec antic: Ἀντίμαχος, llatí: Antimachus) fou un poeta grec èpic i elegíac, fill d'Hiparc, segons que diu Ciceró.
Sovint era anomenat el colofonià perquè Claros pertanyia a Colofó. Va florir durant el darrer període de la guerra del Peloponès, cap al segle v aC. La Suïda diu que va ser deixeble de Paníasis d'Halicarnàs i d'Estesímbrot, cosa que el faria pertànyer a una data anterior, però que hom el relacioni amb Lisandre i Plató concreta l'època en què va viure, segons Plutarc i Procle.
Va escriure un poema èpic titulat Tebaida (Θηβαίς), que explicava l'expedició dels Set contra Tebes i la guerra dels Epígons, una obra que s'incloïa en el Cicle tebà. Un altre poema seu va ser Lide, un poema d'amor dedicat a la seva amant o a la seva dona, que va morir molt jove. Antímac va tornar a Colofó cercant consol per aquella mort i escrivint aquest poema, que va ser molt celebrat a l'antiguitat, segons Ateneu de Nàucratis. Era un poema molt llarg, on feia una relació de tots els herois mítics, que com el poeta, havien vist la mort prematura de les seves amants. Plutarc parla d'aquest poema, que contenia una gran informació dels mites i de les històries i llegendes antigues. Per aquest contingut, i no per la seva vàlua poètica, Agatàrquides en va fer un epítom, com se sap per Foci.
Va ser un dels precursors dels poetes de l'escola d'Alexandria, que escrivien més aviat per les elits cultivades que per al públic en general. L'emperador Hadrià preferia les seves obres a les d'Homer, segons diu Dió Cassi. Hom li atribueix altres obres, com ara una Àrtemis, una segona anomenada Delta i una altra titulada Iàcine (Ἰαχίνη), i potser una Centauromàquia, però en tots aquests casos es menciona un Antímac sense cap epítet descriptiu, i es coneixen almenys dos altres Antímacs que van ser escriptors. La Suïda diu que Antímac de Claros també va ser gramàtic, i sembla que va preparar una edició crítica de les obres d'Homer.